# Wrecking ball (album van Bruce Springsteen)
Wrecking ball is het zeventiende studioalbum van Bruce Springsteen. Dit album werd op 2 maart 2012 uitgebracht. Als voorloper op het album kwam op 23 januari 2012 de single We Take Care of Our Own uit. De single behaalde de 75e plaats in de Nederlandse Single Top 100. Het album kwam op 10 maart 2012 zowel in de Nederlandse Album Top 100 als in de Vlaamse Ultratop 100 albumlijst op nummer 1 binnen.

## Tracklist
Alle muziek en teksten zijn geschreven door Bruce Springsteen. 
| Nr. | Titel                   | Duur |
| --- | ----------------------- | ---- |
| 1.  | We Take Care of Our Own | 3:54 |
| 2.  | Easy Money              | 3:37 |
| 3.  | Shackled and Drawn      | 3:46 |
| 4.  | Jack of All Trades      | 6:00 |
| 5.  | Death to My Hometown    | 3:29 |
| 6.  | This Depression         | 4:08 |
| 7.  | Wrecking Ball           | 5:49 |
| 8.  | You've Got It           | 3:48 |
| 9.  | Rocky Ground            | 4:41 |
| 10. | Land of Hope and Dreams | 6:58 |
| 11. | We Are Alive            | 5:36 |

| Nr. | Titel                                    | Duur |
| --- | ---------------------------------------- | ---- |
| 12. | Swallowed Up (In the Belly of the Whale) | 5:28 |
| 13. | American Land                            | 4:25 |

## Muzikanten
- Bruce Springsteen – zang, gitaar, banjo, piano, orgel, drums, percussie
- Ron Aniello – gitaar, basgitaar, keyboards, piano, drums
- Max Weinberg – drums
- Matt Chamberlain – drums
- Charlie Giordano – accordeon, piano, orgel, synthesizer, celesta
- Soozie Tyrell – viool
- Clarence Clemons – saxofoon,
- Tom Morello – elektrische gitaar
- Greg Leisz – banjo, mandocello, lap steel gitaar
- Marc Muller – pedaal steel gitaar
- Steve Van Zandt – mandoline
- Kevin Buell –slagwerk
- Rob Lebret – elektrische gitaar
- Clif Norrell – tuba
- Steve Jordan – tamboerijn

### Blazerssectie
- Curt Ramm – trompetsolo
- Darrel Leonard – trompetsolo

### Strijkerssectie
- New York Chamber Consort
- Strijkinstrumenten: arrangement en leiding Rob Mathes

### Achtergrondzang
- Patti Scialfa  (vokale arrangementen),
- Zang: Lisa Loweel, Soozie Tyrell , Michelle Moore, Cindy Mizelle, Steve Van Zandt , Ron Aniello, Kevin Buell, Ross Petersen, Ron Aniello, Clif Norrell, Rob Lebret
- Koor: Victorious Gospel Choir
- Lilly "Crawford" Brown – oprichter, dirigent

## Hitnoteringen

### NederlandseAlbum Top 100
| Hitnotering (week 1 t/m 30): 10-03-2012 t/m 29-09-2012 Hitnotering (week 31 t/m 39): 08-12-2012 t/m 02-02-2013 Hitnotering (week 40 t/m 43): 15-06-2013 t/m 06-07-2013 Hitnotering (week 44 t/m 45): 10-08-2013 t/m 17-08-2013 | Hitnotering (week 1 t/m 30): 10-03-2012 t/m 29-09-2012 Hitnotering (week 31 t/m 39): 08-12-2012 t/m 02-02-2013 Hitnotering (week 40 t/m 43): 15-06-2013 t/m 06-07-2013 Hitnotering (week 44 t/m 45): 10-08-2013 t/m 17-08-2013 | Hitnotering (week 1 t/m 30): 10-03-2012 t/m 29-09-2012 Hitnotering (week 31 t/m 39): 08-12-2012 t/m 02-02-2013 Hitnotering (week 40 t/m 43): 15-06-2013 t/m 06-07-2013 Hitnotering (week 44 t/m 45): 10-08-2013 t/m 17-08-2013 | Hitnotering (week 1 t/m 30): 10-03-2012 t/m 29-09-2012 Hitnotering (week 31 t/m 39): 08-12-2012 t/m 02-02-2013 Hitnotering (week 40 t/m 43): 15-06-2013 t/m 06-07-2013 Hitnotering (week 44 t/m 45): 10-08-2013 t/m 17-08-2013 | Hitnotering (week 1 t/m 30): 10-03-2012 t/m 29-09-2012 Hitnotering (week 31 t/m 39): 08-12-2012 t/m 02-02-2013 Hitnotering (week 40 t/m 43): 15-06-2013 t/m 06-07-2013 Hitnotering (week 44 t/m 45): 10-08-2013 t/m 17-08-2013 | Hitnotering (week 1 t/m 30): 10-03-2012 t/m 29-09-2012 Hitnotering (week 31 t/m 39): 08-12-2012 t/m 02-02-2013 Hitnotering (week 40 t/m 43): 15-06-2013 t/m 06-07-2013 Hitnotering (week 44 t/m 45): 10-08-2013 t/m 17-08-2013 | Hitnotering (week 1 t/m 30): 10-03-2012 t/m 29-09-2012 Hitnotering (week 31 t/m 39): 08-12-2012 t/m 02-02-2013 Hitnotering (week 40 t/m 43): 15-06-2013 t/m 06-07-2013 Hitnotering (week 44 t/m 45): 10-08-2013 t/m 17-08-2013 | Hitnotering (week 1 t/m 30): 10-03-2012 t/m 29-09-2012 Hitnotering (week 31 t/m 39): 08-12-2012 t/m 02-02-2013 Hitnotering (week 40 t/m 43): 15-06-2013 t/m 06-07-2013 Hitnotering (week 44 t/m 45): 10-08-2013 t/m 17-08-2013 | Hitnotering (week 1 t/m 30): 10-03-2012 t/m 29-09-2012 Hitnotering (week 31 t/m 39): 08-12-2012 t/m 02-02-2013 Hitnotering (week 40 t/m 43): 15-06-2013 t/m 06-07-2013 Hitnotering (week 44 t/m 45): 10-08-2013 t/m 17-08-2013 | Hitnotering (week 1 t/m 30): 10-03-2012 t/m 29-09-2012 Hitnotering (week 31 t/m 39): 08-12-2012 t/m 02-02-2013 Hitnotering (week 40 t/m 43): 15-06-2013 t/m 06-07-2013 Hitnotering (week 44 t/m 45): 10-08-2013 t/m 17-08-2013 | Hitnotering (week 1 t/m 30): 10-03-2012 t/m 29-09-2012 Hitnotering (week 31 t/m 39): 08-12-2012 t/m 02-02-2013 Hitnotering (week 40 t/m 43): 15-06-2013 t/m 06-07-2013 Hitnotering (week 44 t/m 45): 10-08-2013 t/m 17-08-2013 | Hitnotering (week 1 t/m 30): 10-03-2012 t/m 29-09-2012 Hitnotering (week 31 t/m 39): 08-12-2012 t/m 02-02-2013 Hitnotering (week 40 t/m 43): 15-06-2013 t/m 06-07-2013 Hitnotering (week 44 t/m 45): 10-08-2013 t/m 17-08-2013 | Hitnotering (week 1 t/m 30): 10-03-2012 t/m 29-09-2012 Hitnotering (week 31 t/m 39): 08-12-2012 t/m 02-02-2013 Hitnotering (week 40 t/m 43): 15-06-2013 t/m 06-07-2013 Hitnotering (week 44 t/m 45): 10-08-2013 t/m 17-08-2013 | Hitnotering (week 1 t/m 30): 10-03-2012 t/m 29-09-2012 Hitnotering (week 31 t/m 39): 08-12-2012 t/m 02-02-2013 Hitnotering (week 40 t/m 43): 15-06-2013 t/m 06-07-2013 Hitnotering (week 44 t/m 45): 10-08-2013 t/m 17-08-2013 | Hitnotering (week 1 t/m 30): 10-03-2012 t/m 29-09-2012 Hitnotering (week 31 t/m 39): 08-12-2012 t/m 02-02-2013 Hitnotering (week 40 t/m 43): 15-06-2013 t/m 06-07-2013 Hitnotering (week 44 t/m 45): 10-08-2013 t/m 17-08-2013 | Hitnotering (week 1 t/m 30): 10-03-2012 t/m 29-09-2012 Hitnotering (week 31 t/m 39): 08-12-2012 t/m 02-02-2013 Hitnotering (week 40 t/m 43): 15-06-2013 t/m 06-07-2013 Hitnotering (week 44 t/m 45): 10-08-2013 t/m 17-08-2013 | Hitnotering (week 1 t/m 30): 10-03-2012 t/m 29-09-2012 Hitnotering (week 31 t/m 39): 08-12-2012 t/m 02-02-2013 Hitnotering (week 40 t/m 43): 15-06-2013 t/m 06-07-2013 Hitnotering (week 44 t/m 45): 10-08-2013 t/m 17-08-2013 | Hitnotering (week 1 t/m 30): 10-03-2012 t/m 29-09-2012 Hitnotering (week 31 t/m 39): 08-12-2012 t/m 02-02-2013 Hitnotering (week 40 t/m 43): 15-06-2013 t/m 06-07-2013 Hitnotering (week 44 t/m 45): 10-08-2013 t/m 17-08-2013 |
| Week: | 1 | 2 | 3 | 4 | 5 | 6 | 7 | 8 | 9 | 10 | 11 | 12 | 13 | 14 | 15 | 16 | 17 |
| --- | --- | --- | --- | --- | --- | --- | --- | --- | --- | --- | --- | --- | --- | --- | --- | --- | --- |
| Positie: | 1 | 2 | 1 | 3 | 6 | 6 | 11 | 13 | 16 | 17 | 17 | 15 | 6 | 8 | 14 | 10 | 22 |
| Week: | 18 | 19 | 20 | 21 | 22 | 23 | 24 | 25 | 26 | 27 | 28 | 29 | 30 | | 31 | 32 | 33 |
| Positie: | 21 | 27 | 24 | 26 | 37 | 46 | 40 | 65 | 66 | 71 | 76 | 92 | 97 | uit | 61 | 75 | 65 |
| Week: | 34 | 35 | 36 | 37 | 38 | 39 | | 40 | 41 | 42 | 43 | | 44 | 45 | | | |
| Positie: | 70 | 66 | 53 | 53 | 88 | 87 | uit | 100 | 76 | 29 | 60 | uit | 99 | 92 | uit | | |

### VlaamseUltratop 200Albums
| Hitnotering (week 1 t/m 32): 10-03-2012 t/m 13-10-2012 Hitnotering (week 33 t/m 41): 08-12-2012 t/m 02-02-2013 Hitnotering (week 42): 23-02-2013 Hitnotering (week 43): 22-06-2013 Hitnotering (week 44 t/m 48): 06-07-2013 t/m 03-08-2013 | Hitnotering (week 1 t/m 32): 10-03-2012 t/m 13-10-2012 Hitnotering (week 33 t/m 41): 08-12-2012 t/m 02-02-2013 Hitnotering (week 42): 23-02-2013 Hitnotering (week 43): 22-06-2013 Hitnotering (week 44 t/m 48): 06-07-2013 t/m 03-08-2013 | Hitnotering (week 1 t/m 32): 10-03-2012 t/m 13-10-2012 Hitnotering (week 33 t/m 41): 08-12-2012 t/m 02-02-2013 Hitnotering (week 42): 23-02-2013 Hitnotering (week 43): 22-06-2013 Hitnotering (week 44 t/m 48): 06-07-2013 t/m 03-08-2013 | Hitnotering (week 1 t/m 32): 10-03-2012 t/m 13-10-2012 Hitnotering (week 33 t/m 41): 08-12-2012 t/m 02-02-2013 Hitnotering (week 42): 23-02-2013 Hitnotering (week 43): 22-06-2013 Hitnotering (week 44 t/m 48): 06-07-2013 t/m 03-08-2013 | Hitnotering (week 1 t/m 32): 10-03-2012 t/m 13-10-2012 Hitnotering (week 33 t/m 41): 08-12-2012 t/m 02-02-2013 Hitnotering (week 42): 23-02-2013 Hitnotering (week 43): 22-06-2013 Hitnotering (week 44 t/m 48): 06-07-2013 t/m 03-08-2013 | Hitnotering (week 1 t/m 32): 10-03-2012 t/m 13-10-2012 Hitnotering (week 33 t/m 41): 08-12-2012 t/m 02-02-2013 Hitnotering (week 42): 23-02-2013 Hitnotering (week 43): 22-06-2013 Hitnotering (week 44 t/m 48): 06-07-2013 t/m 03-08-2013 | Hitnotering (week 1 t/m 32): 10-03-2012 t/m 13-10-2012 Hitnotering (week 33 t/m 41): 08-12-2012 t/m 02-02-2013 Hitnotering (week 42): 23-02-2013 Hitnotering (week 43): 22-06-2013 Hitnotering (week 44 t/m 48): 06-07-2013 t/m 03-08-2013 | Hitnotering (week 1 t/m 32): 10-03-2012 t/m 13-10-2012 Hitnotering (week 33 t/m 41): 08-12-2012 t/m 02-02-2013 Hitnotering (week 42): 23-02-2013 Hitnotering (week 43): 22-06-2013 Hitnotering (week 44 t/m 48): 06-07-2013 t/m 03-08-2013 | Hitnotering (week 1 t/m 32): 10-03-2012 t/m 13-10-2012 Hitnotering (week 33 t/m 41): 08-12-2012 t/m 02-02-2013 Hitnotering (week 42): 23-02-2013 Hitnotering (week 43): 22-06-2013 Hitnotering (week 44 t/m 48): 06-07-2013 t/m 03-08-2013 | Hitnotering (week 1 t/m 32): 10-03-2012 t/m 13-10-2012 Hitnotering (week 33 t/m 41): 08-12-2012 t/m 02-02-2013 Hitnotering (week 42): 23-02-2013 Hitnotering (week 43): 22-06-2013 Hitnotering (week 44 t/m 48): 06-07-2013 t/m 03-08-2013 | Hitnotering (week 1 t/m 32): 10-03-2012 t/m 13-10-2012 Hitnotering (week 33 t/m 41): 08-12-2012 t/m 02-02-2013 Hitnotering (week 42): 23-02-2013 Hitnotering (week 43): 22-06-2013 Hitnotering (week 44 t/m 48): 06-07-2013 t/m 03-08-2013 | Hitnotering (week 1 t/m 32): 10-03-2012 t/m 13-10-2012 Hitnotering (week 33 t/m 41): 08-12-2012 t/m 02-02-2013 Hitnotering (week 42): 23-02-2013 Hitnotering (week 43): 22-06-2013 Hitnotering (week 44 t/m 48): 06-07-2013 t/m 03-08-2013 | Hitnotering (week 1 t/m 32): 10-03-2012 t/m 13-10-2012 Hitnotering (week 33 t/m 41): 08-12-2012 t/m 02-02-2013 Hitnotering (week 42): 23-02-2013 Hitnotering (week 43): 22-06-2013 Hitnotering (week 44 t/m 48): 06-07-2013 t/m 03-08-2013 | Hitnotering (week 1 t/m 32): 10-03-2012 t/m 13-10-2012 Hitnotering (week 33 t/m 41): 08-12-2012 t/m 02-02-2013 Hitnotering (week 42): 23-02-2013 Hitnotering (week 43): 22-06-2013 Hitnotering (week 44 t/m 48): 06-07-2013 t/m 03-08-2013 | Hitnotering (week 1 t/m 32): 10-03-2012 t/m 13-10-2012 Hitnotering (week 33 t/m 41): 08-12-2012 t/m 02-02-2013 Hitnotering (week 42): 23-02-2013 Hitnotering (week 43): 22-06-2013 Hitnotering (week 44 t/m 48): 06-07-2013 t/m 03-08-2013 | Hitnotering (week 1 t/m 32): 10-03-2012 t/m 13-10-2012 Hitnotering (week 33 t/m 41): 08-12-2012 t/m 02-02-2013 Hitnotering (week 42): 23-02-2013 Hitnotering (week 43): 22-06-2013 Hitnotering (week 44 t/m 48): 06-07-2013 t/m 03-08-2013 | Hitnotering (week 1 t/m 32): 10-03-2012 t/m 13-10-2012 Hitnotering (week 33 t/m 41): 08-12-2012 t/m 02-02-2013 Hitnotering (week 42): 23-02-2013 Hitnotering (week 43): 22-06-2013 Hitnotering (week 44 t/m 48): 06-07-2013 t/m 03-08-2013 | Hitnotering (week 1 t/m 32): 10-03-2012 t/m 13-10-2012 Hitnotering (week 33 t/m 41): 08-12-2012 t/m 02-02-2013 Hitnotering (week 42): 23-02-2013 Hitnotering (week 43): 22-06-2013 Hitnotering (week 44 t/m 48): 06-07-2013 t/m 03-08-2013 | Hitnotering (week 1 t/m 32): 10-03-2012 t/m 13-10-2012 Hitnotering (week 33 t/m 41): 08-12-2012 t/m 02-02-2013 Hitnotering (week 42): 23-02-2013 Hitnotering (week 43): 22-06-2013 Hitnotering (week 44 t/m 48): 06-07-2013 t/m 03-08-2013 |
| Week: | 1 | 2 | 3 | 4 | 5 | 6 | 7 | 8 | 9 | 10 | 11 | 12 | 13 | 14 | 15 | 16 | 17 | 18 |
| --- | --- | --- | --- | --- | --- | --- | --- | --- | --- | --- | --- | --- | --- | --- | --- | --- | --- | --- |
| Positie: | 1 | 2 | 4 | 8 | 12 | 15 | 19 | 18 | 34 | 35 | 32 | 32 | 29 | 22 | 22 | 49 | 57 | 64 |
| Week: | 19 | 20 | 21 | 22 | 23 | 24 | 25 | 26 | 27 | 28 | 29 | 30 | 31 | 32 | | 33 | 34 | 35 |
| Positie: | 88 | 89 | 100 | 107 | 114 | 116 | 99 | 145 | 152 | 166 | 182 | 140 | 180 | 176 | uit | 173 | 155 | 108 |
| Week: | 36 | 37 | 38 | 39 | 40 | 41 | | 42 | | 43 | | 44 | 45 | 46 | 47 | 48 | | |
| Positie: | 107 | 129 | 135 | 128 | 167 | 158 | uit | 186 | uit | 195 | uit | 183 | 113 | 68 | 58 | 143 | uit | |

E Street Band: Bruce Springsteen · Roy Bittan · Nils Lofgren · Patti Scialfa · Garry Tallent · Steven Van Zandt · Max Weinberg
Jake Clemons · Charles Giordano · Soozie Tyrell
Voormalige leden: Ernest Carter · Clarence Clemons · Danny Federici · Vini Lopez · David Sancious
Voormalige tourmuzikanten:
Everett Bradley · Barry Danielian · Clark Gayton · Curtis King · Suki Lahav · Ed Manion · The Miami Horns · Cindy Mizelle · Michelle Moore · Tom Morello · Curt Ramm · Jay Weinberg